# Greifswalder Oie

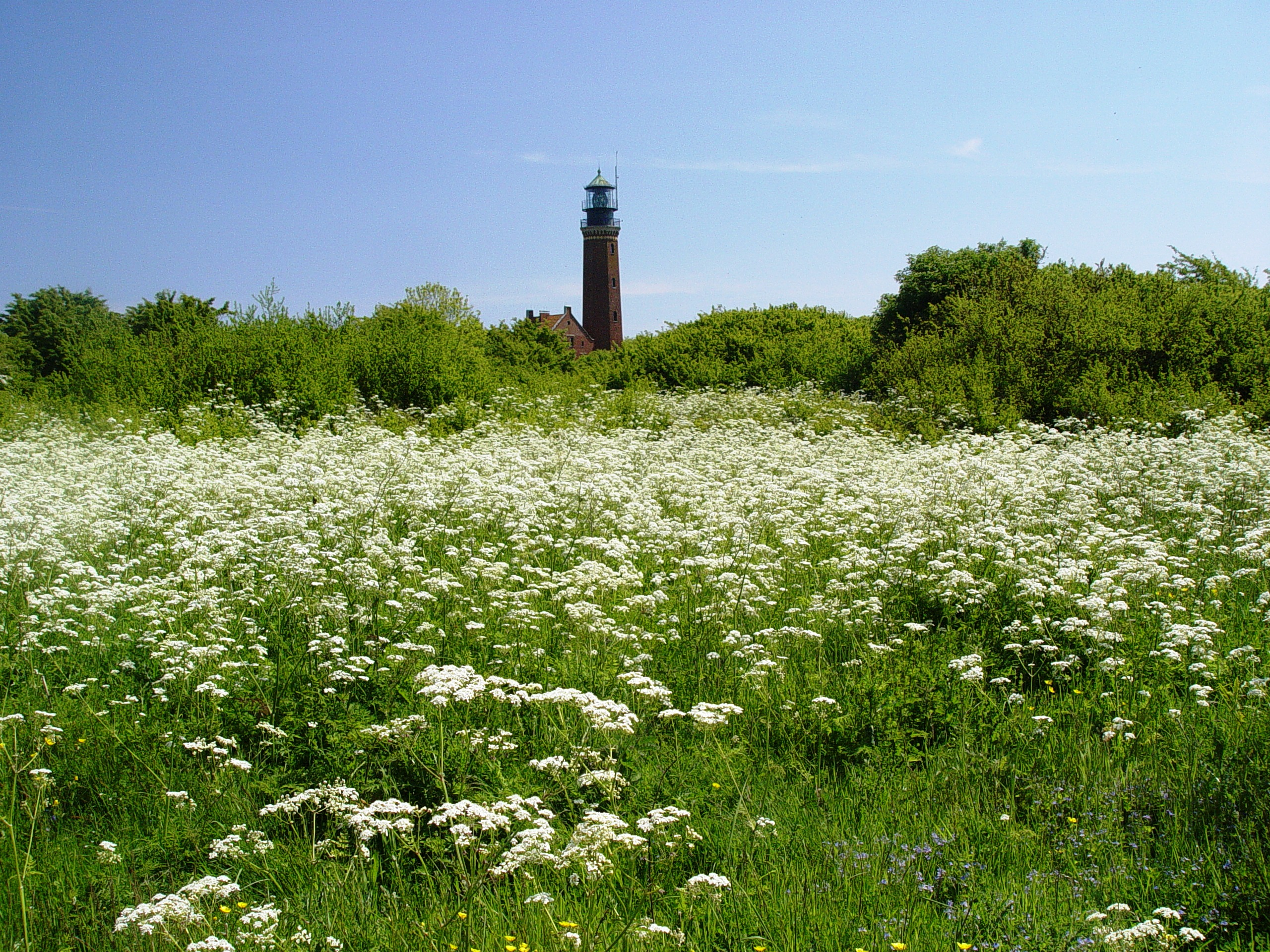
Latarnia morska na Greifswalder Oie

Greifswalder Oie – niemiecka wyspa na Morzu Bałtyckim, leżąca 10 km na wschód od Rugii i 12 km na północ od wyspy Uznam. Administracyjnie wchodzi w skład gminy Kröslin w powiecie Vorpommern-Greifswald, w kraju związkowym Meklemburgia-Pomorze Przednie. Wyspa ma powierzchnię ok. 54 ha (1500 m × 750 m) i jest zamieszkana jedynie przez obsługę latarni morskiej. W najwyższym punkcie ma 18 m wysokości. Stanowi część rezerwatu przyrody, będąc ostoją ptactwa wodnego. Cały rezerwat ma powierzchnię 250 ha i obejmuje przyległy pas morza o głębokości wody do 2 m. Greifswalder Oie posiada przystań promową, można się na nią dostać promem z Peenemünde. Ruch turystyczny jest ograniczony, maksymalnie wyspa może przyjąć pięćdziesięciu turystów dziennie.

## Historia
W XIII wieku wyspa przejściowo należała do księcia pomorskiego, Bogusława IV. Następnie do 1291 r. była własnością Wolgast (Wołogoszczy), jednak ze względu na kłopoty finansowe tego miasta została sprzedana Greifswaldowi, po czym była wykorzystywana przez greifswaldczyków jako miejsce letnich wypasów koni. Jej nazwa dosłownie oznacza Wyspa Greifswaldzka.
Dopiero w 1850 r. wyspa została zasiedlona na stałe przez trzy rodziny dzierżawiące tam gospodarstwa. Dzierżawcy obok rybołówstwa zajmowali się również na niewielką skalę uprawą roli.
- Latarnia morska

W 1853 wzniesiono na wyspie latarnię morską, strzegącą bezpieczeństwa statków pływających na trasie Sassnitz – Greifswalder Bodden. Latarnia o 39-metrowej wieży jest użytkowana od 1855 r. do dziś.
W sezonie letnim 1877 rozpoczął się na wyspie rozwój zorganizowanej turystyki. Byli to głównie jednodniowi turyści przybywający stateczkiem parowym z Wolgast. W późniejszych latach powstało również kąpielisko. Po I wojnie światowej działalność gospodarczą prowadził na wyspie już tylko jeden dzierżawca. Przekształcił on dotychczasowe budynki gospodarcze w pensjonat i restaurację pod nazwą „Inselhof” („Dwór na Wyspie”).
Greifswalder Oie odwiedzali liczni prominenci, m.in. Tomasz Mann i Asta Nielsen. W 1932 r. wyspa została wykorzystana jako kulisy filmu z niemieckim aktorem Hansem Albersem. Od połowy lat 30. wyspa podlegała zarządowi militarnemu nowej bazy doświadczalno-militarnej w Peenemünde. Na Greifswalder Oie został zakwaterowany garnizon Wehrmachtu, a ostatni dzierżawca, po zmianie statusu wyspy na teren wojskowy w 1938 roku, wysiedlony.
W latach 1937–1945 na terenie wyspy dokonywano prób z bronią rakietową. W grudniu 1937 r. próbowano wystrzelić rakiety A3, jednakże próby zakończyły się fiaskiem. W latach 1938–1942 dokonano prób z rakietami A5. W czasie II wojny światowej z Greifswalder Oie wystrzelono co najmniej 28 rakiet V2. Ruiny bunkra, z którego przeprowadzano obserwacje trajektorii lotu rakiet, istnieją do dziś. W czasach NRD na wyspie stacjonował garnizon armii tego kraju, NVA. W 1990 r. teren wyspy został zdemilitaryzowany, wkrótce potem zabudowania wojskowe padły ofiarą „dzikiej turystyki”.
Obecnie kąpiel na wyspie jest zakazana, a infrastruktura gastronomiczna nie istnieje. Na obszarze rezerwatu znajduje się ścieżka dydaktyczna, prowadząca od przystani do latarni morskiej.

## Fauna i flora
Na wyspie występują liczne gatunki roślin i zwierząt, w tym też rzadkie i objęte ochroną (m.in. czosnek niedźwiedzi, honkenia piaskowa, wydmuchrzyca piaskowa, mikołajek nadmorski i inne słonorośla). Celem zapobieżenia nadmiernemu zarastaniu i zakrzaczaniu powierzchni wyspy zostały na niej osiedlone owce. Oprócz nich występują tu także sztucznie osiedlone popielice, kuny domowe oraz lisy, które przywędrowały na wyspę poprzez zamarznięte Morze Bałtyckie. Wyspa jest obszarem lęgowym kormoranów, mew i innych ptaków wodno-błotnych. Pod względem naukowo-gospodarczym jest wykorzystywana przez dwie organizacje pszczelarskie, zajmujące się kontrolowaną hodowlą „pszczelich królowych”. Do 2004 r. żyły na wyspie kucyki szetlandzkie pochodzące z zoo w Rostocku. Ze względu na choroby i rosnące koszty opieki zostały ponownie zabrane na stały ląd.